# Банковская система Швейцарии

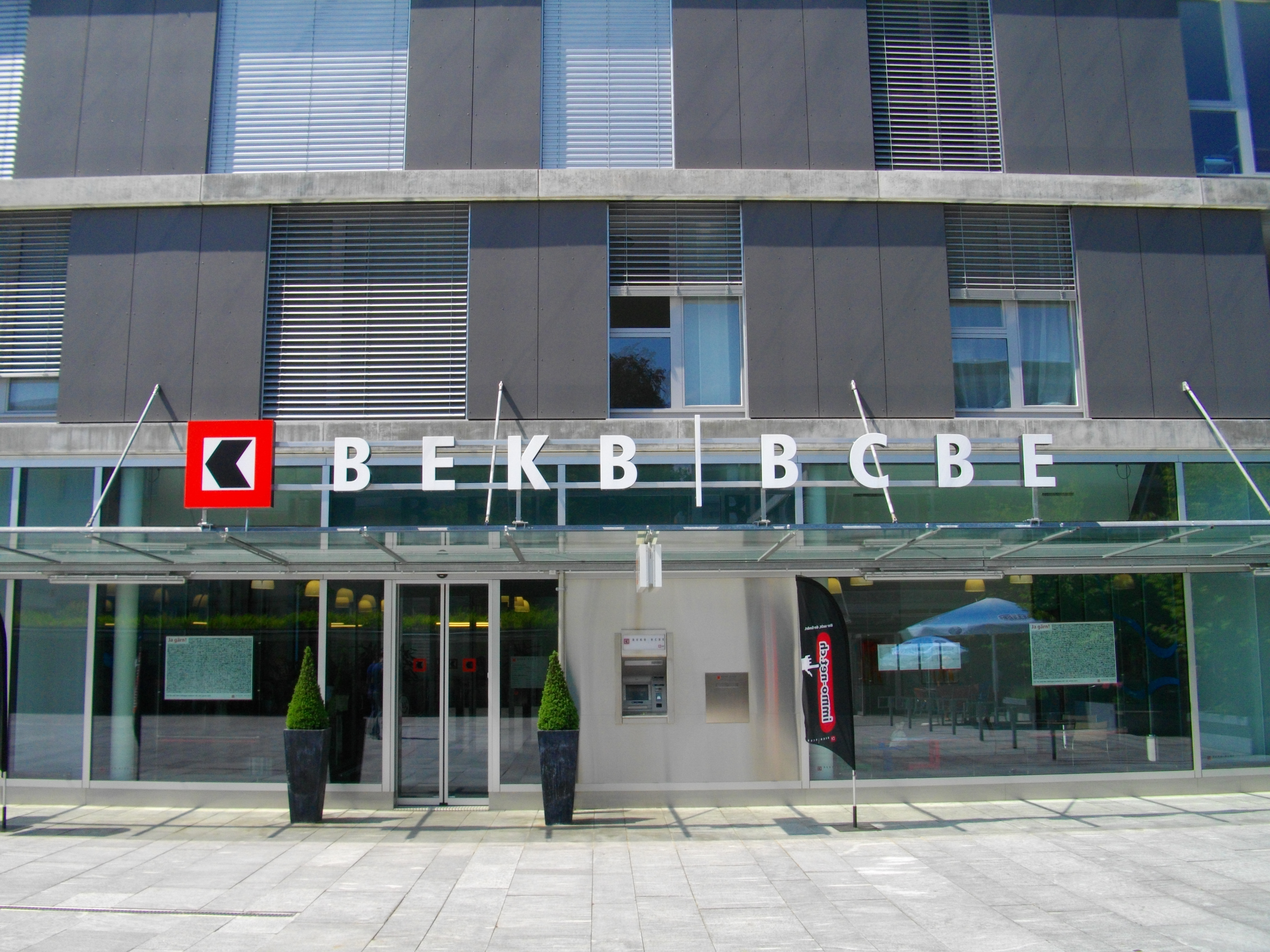
Офис Berner Kantonalbank

Банковская система Швейцарии играет важную роль в экономике страны и является одной из самых значительных в мире.
Она регулируется Федеральным органом надзора за финансовым рынком (FINMA). Банковская тайна закреплена в федеральном законе «О банках и сберегательных кассах» от 1934 года. В мировом рейтинге юрисдикций с самым высоким уровнем финансовой тайны в 2022 году Швейцария заняла 2-е место, уступив лишь США, а с 2011 по 2019 год лидировала.

## История

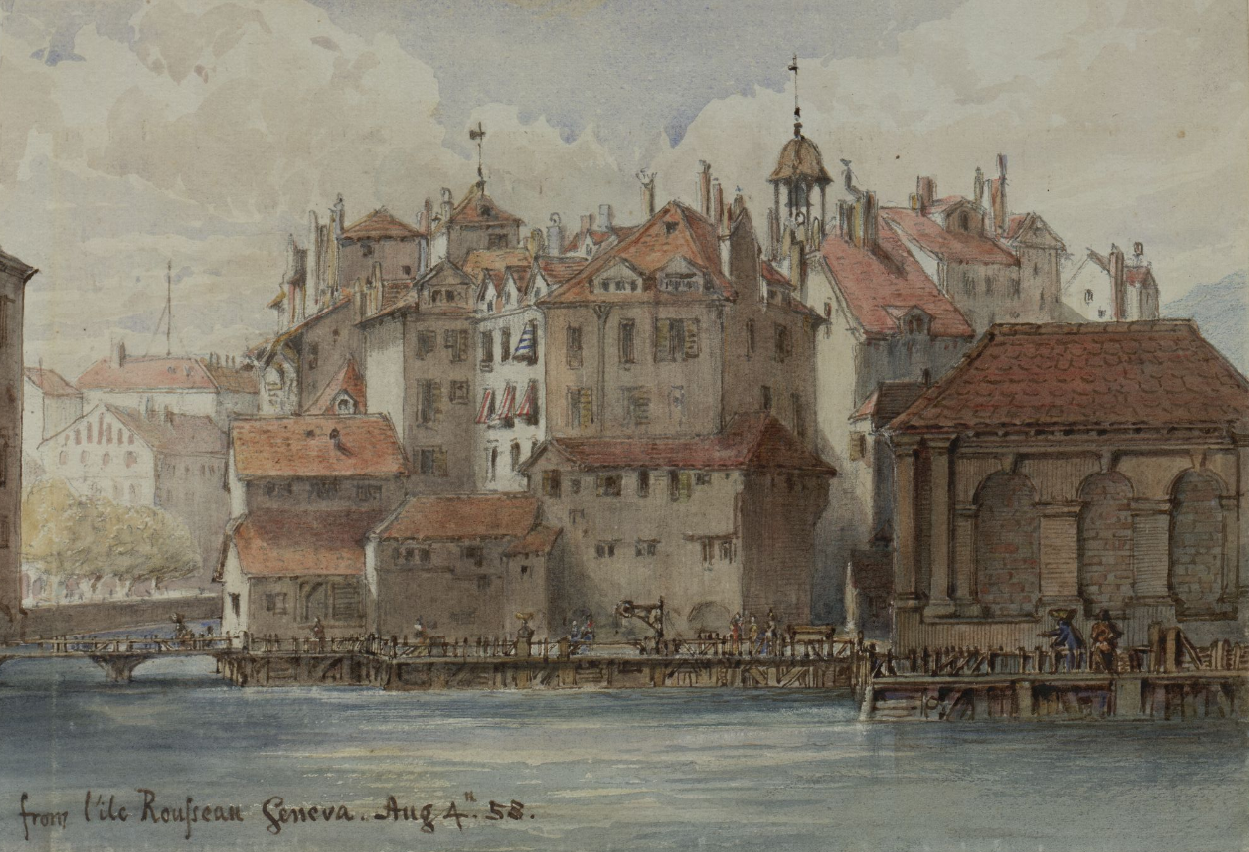
Женева, один из крупнейших финансовых центров Швейцарии

Основным фактором, способствовавшим росту банковской системы Швейцарии, являлся принцип банковской тайны, который был впервые внедрён в 1713 году Большим советом Женевы в отношении информации о счетах представителей аристократии. Женевские банкиры, которые были давними партнёрами французского короля, в соответствии с принятыми принципами продолжали вести учёт клиентов и операций с их счетами, однако им запрещалось раскрывать третьим лицам информацию о клиенте и его счетах. Исключениями могли быть случаи, если на раскрытие информации было дано разрешение от Большого совета Женевы. В 1780-е годы в швейцарских банках начала действовать система страхования вкладов, которая сыграла важную роль в улучшении репутации банков и росте уровня экономической безопасности. В 1815 году на Венском конгрессе была признана независимость Швейцарии и закреплён её нейтралитет, что положило начало притоку капитала в страну.
Вопрос нейтралитета являлся в то же время вопросом, важнейшим для существования Швейцарии как независимого государства. С учётом особенностей географического положения страны её территории были разделены между германо-, франко- и италоговорящими общинами таким образом, что это приводило зачастую к конфликтам: если бы страна заняла чью-либо позицию в какой-либо из крупных войн в Европе, это могло бы вызвать недовольство той или иной общины, на которое налагались не только межнациональные, но и межрелигиозные противоречия. В 1848 году после Зондербундской войны, длившейся 27 дней между католическими и протестантскими кантонами, Швейцария обрела статус федерации.
Привлекательность банков Швейцарии возросла в начале XX века благодаря росту налогообложения во многих странах, особенно в отношении состоятельных граждан, а также благодаря росту международной мобильности капитала. Процесс притока капитала в Швейцарию ускорился с началом Первой мировой войны и годы после её окончания, если в 1913 году активы швейцарских банков составляли 26 % от активов банков Франции, то к 1929 году это соотношение выросло до 73 %. Наиболее решительные меры по борьбе с оттоком капитала в Швейцарию были приняты во Франции в 1932 году: в ходе обыска в парижском отделении швейцарского банка Basler HandelsBank были получены данные о более чем тысяче французов, которые уклонялись от уплаты налогов, общая сумма на счетах оценивалась в 1 млрд франков (порядка 10 млрд евро в ценах 2000 года). Счёта были у известных политиков, генералов, епископов и предпринимателей.
В 1933 году банковская система Швейцарии пережила кризис, вызванный, в первую очередь Великой депрессией. Не только во Франции, но и в Германии и в других странах предпринимались попытки остановить отток капитала в Швейцарию. В самой Швейцарии росла популярность социалистической партии, которая настаивала на отмене банковской тайны. В феврале 1933 года началась подготовка закона о банковской деятельности, который был принят в ноябре 1934 года; одним из важнейших его пунктов была статья 47, которая не только закрепила банковскую тайну, но и предусматривала уголовную ответственность за её разглашение (до 6 месяцев тюремного заключения). Начиная с 1960-х годов начал распространяться миф о том, что этот пункт был включён для защиты евреев от преследования нацистами, на самом деле это был ключевой момент банковской системы страны, которая, в свою очередь, была основой экономики Швейцарии.
После оккупации Франции в 1940 году Швейцария оказалась со всех сторон окружённой территориями, контролируемыми странами «оси». Проходило активное сотрудничество Швейцарии с этими странами, включая покупку у Германии золота на сумму 1,2 млрд швейцарских франков, выдачу кредитов Германии на 1,1 млрд шв. франков и Италии на 400 млн шв. франков, различные торговые и финансовые операции. В связи с этим швейцарские активы в США были заморожены, их сумма составляла 6—7 млрд шв. франков (около половины ВВП Швейцарии на тот момент), из них около 5 млрд приходилось на активы частных швейцарских банков. В конце войны США согласились разморозить эти активы только при условии предоставления информации обо всех счетах немецких клиентов и выдачи хранившихся на них средств, а также предоставление информации о счетах граждан США и союзников; эти данные должны были собираться специалистами из США. Швейцария всячески оттягивала выполнение этих требований, 25 мая 1946 года было подписано Вашингтонское соглашение, по которому Швейцария уплатила США 250 млн шв. франков и половину от вырученного от ликвидации немецких активов, также предоставила данные о счетах немецких клиентов, но эти данные собирались специальной швейцарской комиссией на основе информации, предоставленной сотрудниками банков. Кроме этого, были предоставлены кредиты на выгодных условиях Франции в размере 300 млн шв. франков и Великобритании в размере 260 млн шв. франков. Таким образом, принцип банковской тайны швейцарцам удалось сохранить.
В 1980 году по инициативе Швейцарской социалистической партии был проведён референдум об отмене банковской тайны; 73 % швейцарцев высказались за её сохранение.
В 1996 году между США и Швейцарией было подписано соглашение об избежании двойного налогообложения, которое, в частности, предусматривало обмен информацией о случаях попытки уклонения от уплаты налогов. Однако по состоянию на 2006 год правительство США ежегодно недополучало десятки миллиардов долларов налоговых сборов, и швейцарские счёта продолжали оставаться значительной причиной утечек. В 2007 году началась масштабная кампания против UBS, крупнейшего банка Швейцарии, поводом для которой послужила информация от Брэдли Биркенфельда, сотрудника этого банка. В 2008 году UBS согласился выплатить властям США 780 млн долларов, а также сообщить имена всем американских клиентов (второй пункт был выполнен частично, были переданы данные о 250 из 19 тыс. счетов). В результате многие клиенты UBS перевели деньги на счёта в других швейцарских банках. В 2012 году старейший банк Швейцарии Wegelin был оштрафован на 57,8 млн долларов, а в следующем году был объявлен банкротом. В 2013 году Министерство юстиции США начало программу сотрудничества со швейцарскими банками, по которому они могли сообщить министерству данные об американских клиентах и уплатить штраф, но избежать расследования. Самый большой штраф был наложен в 2014 году на второй крупнейший банк Швейцарии, Credit Suisse — 2,6 млрд долларов, его 22 тыс. американских клиентов скрыли от налогообложения 10—12 млрд долларов. В 2014 году Эрве Фальчиани был заочно осуждён за разглашение банковской тайны — в 2007 году, будучи сотрудником HSBC Private Bank, он похитил и передал средствам массовой информации данные о клиентах этого швейцарского филиала международной финансовой группы.
В 2014 году было разработано соглашение о Едином стандарте отчётности, которое предусматривало обмен информацией о налогоплательщиках между странами-участницами. Швейцария его подписала в 2015 году, а ратифицировала в 2016 году. В 2017 году оно вступило в силу частично (только сбор информации на национальном уровне), а в 2018 году — в полном объёме, к этому времени участницами стали более 100 стран. Хотя это называли концом банковской тайны в Швейцарии, на практике это оказалось не совсем так; более 100 стран, преимущественно бедные развивающиеся, не имеют доступа к этой информации.
В феврале 2022 года были опубликованы данные о 30 тыс. счетов клиентов Credit Suisse. В апреле 2022 года швейцарские банки решили ограничить работу с российскими клиентами под давлением санкций со стороны Евросоюза. По состоянию на 2020 год клиенты из России хранили в Швейцарии 11 млрд долларов.
В марте 2023 года произошло слияние двух крупнейших банков Швейцарии, UBS и Credit Suisse.

## Структура

### Крупнейшие банки
В 2018 году в Швейцарии действовало 248 банков с суммарными активами в 3,225 трлн швейцарских франков и 107 388 сотрудниками.
Крупнейшими банками были UBS и Credit Suisse, на долю которых приходилось более 50 % депозитов Швейцарии, оба они имели разветвленную сеть отделений по всей стране и за рубежом. Ввиду значимости этих банков для финансовой системы в отношении них Федеральная банковская комиссия применяла дополнительные меры контроля.

#### UBS
UBS был образован в июне 1998 года в результате слияния Союза швейцарских банков, основанного в 1912 году, и Швейцарской Банковской Корпорации (SBC), основанной в 1872 году. Он является крупнейшим банком Швейцарии со штаб-квартирой в Цюрихе и располагает семью зарубежными представительствами (четыре в США и по одному в Лондоне, Токио и Гонконге), а также филиалами на пяти континентах.
В 2014 году была начата реструктуризация UBS с преобразованием его в холдинг UBS Group AG. Это было обусловлено необходимостью соответствия требованиям новых норм швейцарского законодательства в банковской сфере, призванных повысить стабильность банковской системы, и в том числе её устойчивость к кризисам. Реструктуризация UBS была завершена в 2016 году.
По состоянию на конец 2018 года чистая прибыль UBS составила 4,52 млрд швейцарских франков, рыночная капитализация — 45,907 млрд швейцарских франков, а численность персонала — 66 888 сотрудников.

#### Credit Suisse
Credit Suisse — второй по величине банк Швейцарии, был основан в 1997 году (предшественник в 1856 году). По состоянию на конец 2018 года чистая прибыль составила 2,02 млрд швейцарских франков, рыночная капитализация — 27,605 млрд швейцарских франков, а персонал насчитывал 45 680 сотрудников. Credit Suisse Group предлагал банковские услуги частным клиентам, управление инвестициями и услуги по управлению активами. Credit Suisse приобрёл корпорацию First Boston в 1988 году, а в 1997 году поглотил страховую компанию Winterthur Group, которую в 2006 году продал AXA. Свои услуги по управлению активами Credit Suisse продал Aberdeen Asset Management в 2008 году во время мирового финансового кризиса.

### Другие банки

#### Национальный банк Швейцарии
Национальный банк Швейцарии (SNB) со штаб-квартирами в Берне и Цюрихе выступает в качестве центрального банка страны. Его деятельность была начата 20 июня 1907 года и регулируется федеральным Законом о Национальном банке Швейцарии от 16 января 1906 года. Акции SNB котируются на бирже, их приобретают Кантоны Швейцарии, кантональные банки и частные инвесторы, однако Федеральное правительство Швейцарии акциями Национального банка не владеет. В отличие от практики многих стран, где центральный банк является регулирующим органом национальной банковской системы, SNB не осуществляет регулирующих функций, которые являются прерогативой Федеральной банковской комиссии.

#### Private bankers
Термин private bank в мировой банковской практике применяется к банкам, оказывающим услуги по управлению частным капиталом в организационно-правовой форме партнёрства.
Первые такие банки в Швейцарии были созданы в Санкт-Галлене, столице одноимённого кантона, в середине XVIII века, и в Женеве в конце XVIII века в форме партнёрств, некоторыми из них по-прежнему владеют банкирские династии их основателей, как, например, Хоттингеры и Мирабо. В Швейцарии такие банки обозначаются специальным термином «частные банкиры», чтобы отличить их от других частных банков, которые, как правило, существуют в форме акционерных обществ.
В XXI веке число таких банков неуклонно сокращается, если в 2010 году их было 163, то в 2019 году — 101, а в начале 2023 года — 89. В основном это сокращение приходится на мелкие банки (с активами под управлением менее 10 млрд шв. франков), за этот период их число сократилось с 122 до 56. В то же время число крупных банков (более 100 млрд шв. франков активов под управлением) выросло с 4 до 8, не считая UBS и Credit Suisse. Ведущими банками в этой группе являются Pictet, Julius Bär, Vontobel, J. Safra Sarasin, Lombard Odier, Edmond de Rothschild, UBP и EFG.

#### Кантональные банки
В Швейцарии действуют 24 кантональных банкa, представляющих собой полугосударственные финансовые институты, контролируемые властями одного из кантонов Швейцарии. Чистая прибыль крупнейшего из них — Цюрихского кантонального банка — в 2022 году составила 1,06 млрл шв. франков, активы — 200 млрд; в сумме активы кантональных банков составили 782 млрд шв. франков.

#### Raiffeisen
С активами около 225 млрд швейцарских франков на конец 2018 года банковская группа Raiffeisen Switzerland на третьем месте в стране. Она организована в форме товарищества, в которое входят 246 самостоятельно действующих банков с 896 отделениями. Количество членов (и, соответственно, собственников) товарищества составляет 1,9 млн. В январе 2012 года было объявлено, что старейший банк Швейцарии Wegelin & Co будет куплен группой Raiffeisen.

## Международное значение
В Базеле находится штаб-квартира Банка международных расчётов.
По состоянию на 2022 год Швейцария продолжала занимать первое место в мире по размеру хранимых активов иностранцев, Boston Consulting Group оценивала этот показатель в 2,4 трлн долларов, на втором месте — Гонконг ($2,2 трлн), на третьем — Сингапур ($1,5 трлн).
В то же время, по данным KPMG, активы под управлением швейцарских банков за 2022 год сократились на 11 % — с 3,259 трлн шв. франков в конце 2021 года до 2,898 трлн в конце 2022 года. Это сокращение в первую очередь было вызвано обесценением активов.
В 2022 году Швейцария заняла второе место в мире по индексу финансовой тайны Financial Secrecy Index. Этот индекс учитывает не только степень банковской тайны, заложенную в правовую базу страны, но и объём использования возможностей, которые это предоставляет. Хотя уровень финансовой тайны в США немного ниже, они значительно превосходят по её использованию; в первую очередь речь идёт о штате Делавэр, внутренней офшорной зоне США, где зарегистрировано большинство американских корпораций и филиалов иностранных компаний.
В швейцарских горах имеется значительное число тоннелей и бункеров, некоторые из них используются как хранилища ценностей, начиная от золотых запасов государств до произведений искусства. Информация о таких хранилищах является государственной тайной, однако по некоторым данным в число крупнейших в мире хранилищ входят хранилище под бернской штаб-квартирой Национального банка Швейцарии и федеральный бункер K20.

## Законодательное регулирование
Основным законом, регулирующим деятельность банковской системы страны, является закон «О банковской деятельности» 1934 года, принятый после того, как в нацистской Германии трое граждан были казнены за хранение капитала в Швейцарии. Этот закон устанавливает правовой режим тайны банковских вкладов и уголовную ответственность за его нарушение. Банковская тайна, понятие которой до того было заложено в Гражданском и Трудовом кодексах Швейцарии, стала уголовно-правовым термином.
Федеральный орган надзора за финансовым рынком (FINMA) осуществляет контроль за деятельностью банков Швейцарии, а также рынков ценных бумаг и инвестиционных фондов. Его деятельность регламентируется Законом о надзоре за финансовым рынком Швейцарии (англ. Swiss Financial Market Supervision Act) и статьёй 98 федеральной Конституции Швейцарии.
Кроме того, с 1993 года в стране существует офис федерального банковского омбудсмена, действующий при финансовой поддержке Фонда банковского омбудсмена Швейцарии, созданного Ассоциацией швейцарских банкиров. Услуги омбудсмена предоставляются бесплатно и включают медиацию, а также помощь в поисках активов. Его офис ежегодно обрабатывает около 2000 запросов.
В 2012 году в банковское законодательство Швейцарии был внесен ряд изменений для повышения уровня стабильности важнейших швейцарских банков (UBS и Credit Suisse). Выработанный Федеральным министерством финансов совместно со Швейцарским Национальным Банком и Федеральным органом надзора за финансовым рынком (FINMA) законопроект об устойчивости банков к кризисам «Too Big to Fail» был внесён в Швейцарский парламент, одобрен 30 сентября 2011 года и вступил в силу 1 марта 2012 года. Большая часть мер, предусмотренных в законе, применяется с 1 января 2013 года. С принятием этих законодательных мер Швейцария стала одним из ведущих международных финансовых центров по уровню требований к стабильности банковского сектора.

### Банковская тайна
Законодательство Швейцарии обеспечивает защиту конфиденциальности информации клиентов банка, аналогично режиму конфиденциальности в отношении врачебной тайны или адвокатской тайны. Швейцарское правительство рассматривает право на неприкосновенность частной жизни в качестве основополагающего принципа, который должен соблюдаться во всех демократических странах. Законодательно это закреплено федеральным законом «О банках и сберегательных кассах», принятым в 1934 году.
В то же время банковская тайна в Швейцарии не является абсолютной: в случае проведения уголовного расследования в отношении того или иного лица прокурор или судья может выдать санкцию на предоставление правоохранительным органам доступа к банковской информации, необходимой для расследования уголовного дела. Однако планы правительства страны по ужесточению уголовного преследования в случае нарушения жителями Швейцарии налогового законодательства так и не были реализованы из-за решительного сопротивления правоцентристских партий. После отказа от этих планов в 2018 году инициатива о закреплении в конституции страны принципа банковской тайны для всех постоянных жителей Швейцарии была отозвана, поскольку необходимость в ней отпала.
С 1 февраля 2013 года в стране действует закон «О международной помощи в налоговых вопросах»: в соответствии с законом власти в обязательном порядке рассматривают запросы иностранных государств о действиях клиентов банков, которые могут быть направлены на сокрытие налогов, и предоставляют ответы на эти запросы. Однако не принимаются и не рассматриваются запросы, осуществлённые с целью получения информации о клиентах.
В конце июля 2019 года Федеральный суд Швейцарии постановил передать французским налоговым органам в соответствии с их запросом данные почти 40 тысяч клиентов банка UBS — граждан Франции. Передаче подлежали данные о налогоплательщиках, датируемые годами, когда ещё не проводился автоматический обмен информацией в рамках Единого стандарта отчётности. Французской стороной были предоставлены гарантии, что передаваемая ей информация от UBS не будет использоваться в любых других целях. Тем не менее, новость стала неожиданной для банковского сообщества, поскольку требования французской стороны противоречили стандартам банковской тайны, запрещавшим передавать информацию о счетах. Решению суда предшествовал длительный процесс с участием Федеральной налоговой администрации Швейцарии и банка UBS, причём последний был оштрафован парижским судом на 3,7 млрд. евро за помощь клиентам в уклонении от уплаты налогов. Против решения суда выступила Швейцарская ассоциация банкиров, которая выразила сомнение в гарантиях французов о том, что данная информация будет использоваться сугубо для целей налогообложения.

### Номерные банковские счета
Наряду с обычными банковскими счетами, швейцарские банки предоставляют своим клиентам также так называемые номерные банковские счета, которые отличаются дополнительной степенью конфиденциальности. Информация о таких счетах доступна только высшему руководству банка, при этом информация, необходимая для открытия такого счета, не отличается от предоставляемой при открытии обычного счёта. Несмотря на более высокий уровень конфиденциальности ведения номерных счетов, полная анонимность счетов законом не допускается. В случае проведения уголовного расследования правоохранительные органы получают такой же доступ к информации о номерных счетах, как и к информации об обычных.

### Борьба с отмыванием денег
По данным Справочника ЦРУ по странам мира, Швейцария является «крупным международным финансовым центром, уязвимым на различных этапах отмывания денег; несмотря на строгие требования законодательства и отчётности, сохраняется режим секретности и нерезидентам разрешается вести бизнес через офшорные компании и различных посредников». Власти Швейцарии принимают меры по борьбе с отмыванием денег через банковскую систему страны, в частности, Закон об отмывании денег устанавливает требования по идентификации владельца счета и предписывает сообщать о подозрительных финансовых операциях в Управление по борьбе с отмыванием денег.
Кроме того, власти Швейцарии ведут активное сотрудничество с национальными и международными организациями в борьбе с отмыванием денег и незаконными финансовыми операциями, включая спецслужбы РФ. Как отметил сотрудник подразделения по борьбе с терроризмом ФБР, Швейцария принимала участие в выявлении финансовых транзакций террористических ячеек Аль-Каиды.

### Выдача счетов преступников
В сентябре 2006 года МИД Швейцарии опубликовал специальное заявление о готовности совместно с ООН и Всемирным банком решать вопрос возврата денег, находящихся на счетах диктаторов в страны, заявившие соответствующие претензии. Дипломатическое ведомство также указало, что уже более 1,6 млрд долларов возвращено в казну стран третьего мира.